# Куи (коммуна)
Куи́ (фр. Couy) — коммуна во Франции, находится в регионе Центр. Департамент — Шер. Входит в состав кантона Сансерг. Округ коммуны — Бурж.
Код INSEE коммуны — 18077.

## География
Коммуна расположена приблизительно в 200 км к югу от Парижа, в 115 км юго-восточнее Орлеана, в 33 км к востоку от Буржа.
По территории коммуны протекает река Вовиз.

## Население
Население коммуны на 2008 год составляло 374 человека.
| 1962 | 1968 | 1975 | 1982 | 1990 | 1999 | 2008 |
| ---- | ---- | ---- | ---- | ---- | ---- | ---- |
| 383  | 417  | 371  | 305  | 308  | 334  | 374  |

## Администрация
| Период | Период | Фамилия    | Партия | Примечания |
| ------ | ------ | ---------- | ------ | ---------- |
| 2001   | 2011   | Бернар Бре |        |            |
| 2011   | 2014   | Моник Фриш |        |            |

## Экономика
В 2007 году среди 215 человек в трудоспособном возрасте (15-64 лет) 156 были экономически активными, 59 — неактивными (показатель активности — 72,6 %, в 1999 году было 56,6 %). Из 156 активных работали 132 человека (70 мужчин и 62 женщины), безработных было 24 (11 мужчин и 13 женщин). Среди 59 неактивных 13 человек были учениками или студентами, 31 — пенсионерами, 15 были неактивными по другим причинам.

## Фотогалерея
- Информационное табло
- Карта коммуны